# Nagai Naotsune
Nagai Naotsune est un nom japonais traditionnel ; le nom de famille (ou le nom d'école), Nagai, précède donc le prénom (ou le nom d'artiste).
Nagai Naotsune (永井 尚庸, 1631-28 avril 1677) est un daimyo du début de l'époque d'Edo. Il occupe différentes positions dans le shogunat Tokugawa, dont celles de wakadoshiyori et de Kyoto shoshidai.
Naotsune ne dirige pas formellement un domaine, mais comme il reçoit cependant des revenus de diverses terres évaluées à 20 000 koku réparties dans la province de Kawachi, il est considéré comme daimyo. Son fils Nagai Naohiro est également un officiel de haut rang du shogunat.